# Petitioning the Empty Sky
Petitioning the Empty Sky è il secondo album in studio del gruppo musicale metalcore statunitense Converge, pubblicato nel 1996 dalla Ferret Music e, successivamente, dalla Equal Vision Records nel 1998.

## Tracce
1. The Saddest Day – 7:05
2. Forsaken – 2:20
3. Albatross – 1:49
4. Dead – 3:05
5. Shingles – 4:13
6. Buried But Breathing – 1:11
7. Farewell Note to This City – 5:20
8. Color Me Blood Red – 3:57

## Formazione
- Jacob Bannon - voce
- Kurt Ballou - basso, chitarra, cori
- Damon Bellorado - batteria
- Jeff Feinburg - basso
- Stephen Brodsky - basso
- Aaron Dalbec - chitarre